# 高橋ユニオンズの主催試合の地方球場一覧
高橋ユニオンズ > 高橋ユニオンズの主催試合の地方球場一覧
本頃は、トンボユニオンズ、高橋ユニオンズが主催試合を行った地方球場の一覧である。なお、対等合併である大映ユニオンズの主催試合の地方開催については大映ユニオンズの主催試合の地方球場一覧を参照のこと。

## 神奈川県（保護地域）
- 川崎球場（1954 - 1956）（本拠地球場）
- 横浜公園平和野球場（1954,1955,1956）
- 茅ヶ崎公園野球場（1956）

## 関東
- 茨城県営球場（1956）
- 足利市営球場（1955）
- 木更津市営野球場（1955）
- 銚子市営球場（1955）
- 八王子市営球場（1956）
- 山梨県営甲府総合球場（1955）

## 中部
- 沼津市営球場（1956）

## 近畿
- 京都市西京極総合運動公園野球場（1956）
- 奈良市営球場（1956）

## 中国
- 米子市営湊山球場（1954,1955）
- 松江市営球場 (初代)（1954,1955）
- 岡山県野球場（1954）